# Sant Fost de Campsentelles
Sant Fost de Campsentelles (em catalão e oficialmente) ou San Fausto de Campcentellas (em castelhano) é um município da Espanha, na comarca do Vallès Oriental, província de Barcelona, comunidade autónoma da Catalunha. Tem 13,16 km² de área e em 2021 tinha 8 997 habitantes (densidade: 683,7 hab./km²).